# Viji Prakash

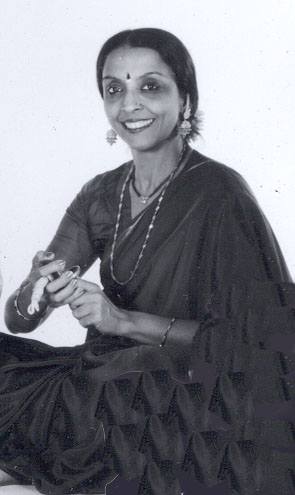
Viji Prakash

Viji Prakash (* 3. Mai 1956 in Bombay) ist eine indische klassische Tänzerin und Tanzpädagogin.

## Leben
Prakash hatte den ersten Tanzunterricht im Alter von vier Jahren in der Rajarajeswari School. Sie besuchte die Cathedral School und das Elphinstone College und absolvierte Postgraduiertenkurse für Medien und Television am Sofia College. Ihre Tanzlehrer wurden Mahalingam Pillai und K. Kalyanasundaram, der Direktor der Sri Rajarajeswari Bharatha Natya Kala Mandir, einer angesehenen Ausbildungsstätte für den klassischen Tanzstil Bharatanatyam. Neben diesem erlernte sie bei Mahalingam Pillai auch die Tanzstile Mohiniyattam und Kathakali.
1976 zog Prakash nach Los Angeles. Dort gründete sie im Folgejahr die Shakti School of Bharata Natyam mit fünf Zentren in Südkalifornien und die Shakti Dance Company. Hier wirkt sie seither als Direktorin, Lehrerin und Choreographin der Tanzkompagnie, mit der sie bei Festivals und internationalen Tourneen auftritt. Von 1995 bis 2005 war sie außerdem Professorin für Bharatanatyam am Department Tanz der UCLA. Eigene  Tourneen unternahm sie u. a. durch Indien, die USA und Frankreich. 2000 erhielt sie den Best Guru Award der Musikakademie Chennai. Weiterhin wurde sie u. a. mit dem Soorya LifeTime Achievement Award, dem California Arts Council Award und dem Excellence in the Arts Award der Torrance Cultural Arts Commission ausgezeichnet. Auch ihre Tochter Mythili Prakash ist als Choreographin und Tänzerin des Bharatanatyam bekannt.